# Kastelčeva ulica, Novo mesto
Kastelčeva ulica je ena od ulic v Novem mestu in je ena redkih novomeških ulic, ki ima ime še iz avstrijske dobe. Ulica namreč že od leta 1892 nosi ime pisatelja in leksikografa Matije Kastelca (1620-1688). Pred tem se je imenovala Pod sv. Katarino. Ulica obsega sedem hišnih številk, poteka pa od Rozmanove ulice do Prešernovega trga.